# 柏木インターチェンジ
柏木インターチェンジ（かしわぎインターチェンジ）は、高知県安芸郡北川村柏木にある阿南安芸自動車道（北川道路・北川奈半利道路）のインターチェンジである。柏木ICを境に北川道路と北川奈半利道路に分かれる。2003年3月1日に北川奈半利道路の野友IC方面のみ開通した。北川奈半利道路は無料の自動車専用道路（国道493号）であり、料金所はない。2020年10月現在、北川道路は未開業であり、当ICは野友IC側のランプウェイと現道との交差点（三叉路）のみである。徳島方面につながる北川道路2-2工区は一般道路区間として現在の三叉路に接続する形で事業中である。

## 接続する道路
- 国道493号

## 歴史
- 2003年3月1日 : 柏木IC-野友IC間開通に伴い供用開始

## 周辺
- 中岡慎太郎記念館。

## 道路関係図
- 阿南・徳島方面 - 北川道路 - 北川奈半利道路 - 奈半利安田道路 - 安芸・高知方面

## 隣
E55 阿南安芸自動車道（北川道路）
- ( )柏木IC（未開通）
E55 阿南安芸自動車道（北川奈半利道路）
( )柏木IC - ( )野友IC